# Olivier Patience
Olivier Alexandre Patience (ur. 25 marca 1980 w Évreux) – francuski tenisista.

## Kariera tenisowa
Karierę zawodową rozpoczął w 1998 roku, a zakończył w 2012 roku.
W grze pojedynczej wygrał 10 turniejów rangi ATP Challenger Tour.
Najlepszym wielkoszlemowym wynikiem Francuza jest awans do 3 rundy Australian Open z 2004 roku i Rolanda Garrosa z 2007 roku.
W rankingu singlowym Patience najwyżej był na 87. miejscu (19 lipca 2004), a w klasyfikacji deblowej na 206. pozycji (24 lipca 2000).

### Zwycięstwa w turniejach ATP Challenger Tour w grze pojedynczej
| Końcowy wynik | Nr  | Data             | Turniej            | Nawierzchnia   | Przeciwnik               | Wynik finału          |
| ------------- | --- | ---------------- | ------------------ | -------------- | ------------------------ | --------------------- |
| Zwycięzca     | 1.  | 19 maja 2002     | Praga              | Ceglana        | Todd Larkham             | 4:6, 7:5, 6:3         |
| Zwycięzca     | 2.  | 24 sierpnia 2003 | Manerbio           | Ceglana        | Martín Vassallo Argüello | 3:6, 6:3, 7:6 (3)     |
| Zwycięzca     | 3.  | 27 marca 2005    | Saint-Brieuc       | Ceglana (hala) | Victor Ioniță            | 6:0, 6:2              |
| Zwycięzca     | 4.  | 1 maja 2005      | Rzym               | Ceglana        | Florent Serra            | 7:6 (4), 7:5          |
| Zwycięzca     | 5.  | 31 grudnia 2005  | Doha               | Twarda         | Julien Benneteau         | 2:6, 6:4, 7:6 (5)     |
| Zwycięzca     | 6.  | 21 maja 2006     | San Remo           | Ceglana        | Stefano Galvani          | 6:2, 4:6, 7:6 (8)     |
| Zwycięzca     | 7.  | 18 czerwca 2006  | Lugano             | Ceglana        | Guillermo García-López   | 6:4, 6:1              |
| Zwycięzca     | 8.  | 2 lipca 2006     | Reggio nell’Emilia | Ceglana        | Sergio Roitman           | 6:4, 5:7, 6:2         |
| Zwycięzca     | 9.  | 1 lipca 2007     | Reggio nell’Emilia | Ceglana        | Félix Mantilla           | 6:7 (6), 6:1, 7:6 (6) |
| Zwycięzca     | 10. | 7 września 2008  | Czerkasy           | Ceglana        | Denis Istomin            | 6:2, 6:0              |